# منطقه کوشیتسه
منطقه کوشیتسه (به لاتین: Košice Region) یک منطقه در کشور اسلواکی است که شهر کوشیتسه مرکز آن است.

## خصوصیات
منطقه کوشیتسه ۶٬۷۵۳٫۲۶ کیلومترمربع مساحت و ۷۹۱٬۷۲۳ نفر جمعیت دارد.